# Styracaceae
Styracaceae (do Latim Styraca, que significa “goma perfumada” ou “usada medicinalmente”) é uma Família monofilética pertencente à Ordem Ericales, composta por pequenas árvores e arbustos encontradas em regiões com climas temperados e tropicais. Essa família é mais conhecida pela sua secreção/produção de benjoim e storax.

## Morfologia
Em geral os membros da família Styracaceae são arbustos e árvores de pequeno porte, tendo de 3 a 15 metros de altura. O único exemplar a não seguir essa norma é a Halesia monticola, que apresenta árvores com até 39 metros de altura.
Também apresentam ramos recobertos por indumentos formados por tricomas estrelados e/ou escamados (semelhantes a escamas).

### Folhas
As Styracaceae apresentam folhas simples, alternas e pecioladas, com nervação do tipo broquidódroma. e tricomas estrelados ou escamados. Essas folhas não apresentam estípulas, mas podem apresentar domácias na sua face abaxial

### Flor/Inflorescência
Apresentam inflorescências axilares e/ou terminais, raramente solitárias, que se organizam em racemos ou panículas.. As flores apresentam coloração branca, são bissexuadas, diclamídeas (apresentam cálice e corola), heteroclamídeas (cálice e corola com coloração diferente), e simétricas (actinomorfas)
O Cálice dessas flores é pequeno, do tipo gamossépalo, ou seja, as sépalas se encontram fundidas em uma cúpula (cupuliforme), com raros casos apresentando cálice campanulado,  e de prefloração valvar. A margem das sépalas é truncada, apresentando 5 sépalas, ou em casos mais raros, 6.
A Corola também apresenta pétalas fundidas (gamopétalas), e de prefloração valvar, podendo apresentar 5, 6 ou até mesmo 7 pétalas. Essas pétalas apresentam coloração esbranquiçada e forma campanular, o que confere ao grupo o nome popular de “silver bells”.
As flores apresentam 10 estames, geralmente do mesmo tamanho, com os filetes adnatos, ou seja, juntos ao tubo da corola. As anteras são basifixas (presas ao filete pela sua base), de conformação oblonga e introrsas (a deiscência do pólen se faz para o interior da flor).
Possuem ovários ínferos e súperos, 3-carpelares e em geral 3-loculares.. Podem ser também uniloculares na base do ovário após a sua maturação. Apresentam estilete linear, com estigma estigma terminal e de lobos atenuados ou truncados Os óvulos são anátropos, bitegumentados, e tenuinucelados (camada de nucela é fina).

### Fruto
Os frutos podem ser de dois tipos:
- Deiscente, forma mais comum de uma uma cápsula seca, às vezes alada para dispersão pelo vento[1];
- Indeiscente, forma menos comum de uma drupa carnosa[6], com uma ou duas sementes em seu interior. Esse fruto é monospérmico, com cálice persistente.[4]

O fruto é carnoso e monospérmico, com cálice persistente, O pericarpo apresenta exocarpo unisseriado, com tricomas estrelados lignificados e células de formato abaulado e tamanhos irregulares. O mesocarpo externo se constitui de tecido parenquimático multisseriado, alongado radialmente na maturidade. Feixes vasculares estão presentes no terço interno do mesocarpo.

### Sementes
As sementes de Styracaceae são unitegumentadas, com testa multisseriada e bastante espessa. Internamente encontram-se diversos feixes vasculares, seguidos por numerosas camadas de células parenquimáticas, que contêm reservas de substâncias lipídicas. O embrião é axial, reto e levemente curvado

## Diversidade Taxonômica
A família Styracaceae possui 11 gêneros com cerca de 160 espécies, sendo Styrax o gênero com o maior número de espécies existentes (em torno de 130 espécies)
- 2.1 Alniphyllum

São árvores, apresentam inflorescências terminais ou axilares e bractéolas pequenas. Flores com corola campanulada, 5 pétalas imbricadas; 10 estames sendo 5 longos e 5 curtos; anteras oblongas. Ovário súpero, 5 locular, apresentam de 8 a 10 óvulos por lóculo. Fruto deiscente, exocarpo levemente carnoso e sementes com asas irregulares e membranosas em cada extremidade.
- 2.2 Bruinsmia

Árvores, com inflorescências terminais ou axilares, têm 1 bractéola por flor. Flores com cálice campanulado, inserido na base do ovário. Corola com 5 pétalas; estames variam de 10 a 12; ovário súpero, cônico, 5 locular. Fruto em forma de pêra, indeiscente. Muitas sementes, pontiagudas em ambas extremidades, endosperma carnoso-córneo, embrião central e reto.
- 2.3 Changiostyrax

Árvores de 10 a 12 metros de altura, tronco de casca lisa, ramos castanho-avermelhados e estriados. Lâmina foliar oval ou elíptica, base larga e cuneiforme arredondada, margem serrilhada. Inflorescências com 5 ou 6 flores de 4 a 6 cm. Corola com 4 pétalas; estames de 7 a 10 cm, filamentos achatados. Fruto elipsóide longo, 8 nervuras; 1 semente por lóculo; exocarpo acoplado ao mesocarpo.
- 2.4 Halesia

Árvores ou arbustos. Pedicelo delgado. Folhas com margens serrilhadas. Inflorescências de 2, 3 ou 6 flores, racemos axilares contraídos, articulação entre pedicelo e flor, 4 sépalas distintas. Corola campanulada,  4 pétalas. Tubo do cálice cônico acoplado ao ovário, 7 a 16 estames, 2 a 4 pistilos juntos. Ovário ínfero, 2 a 4 locular; 4 óvulos por lóculo. Fruto tipo noz, com 2 a 4 asas longitudinais, 1 a 4 sementes de casca fina.
- 2.5 Huodendron

Folhas alternadas, margem da lâmina foliar inteira ou serrilhada. Inflorescências terminais ou axilares, paniculadas ou subcorimbosas, brácteas e bractéolas pequenas, decíduas. Flores pequenas; cálice acoplado ao ovário com 4 sépalas. Corola com 4 pétalas, bases livres, imbricadas ou valvadas. 8 a 10 estames, filamentos levemente juntos às pétalas, anteras oblongas. Ovário ínfero 3 ou 4 loculares, óvulos numerosos, placentação axial. Fruto ovóide, deiscente. Sementes numerosas com tegumento fino, reticulado, franjado dos dois lados.
- 2.6 Melliodendron

Árvores caducifólias, folhas alternadas, margem da lâmina foliar serrilhada. 1 ou 2 flores nas axilas das folhas, pedicelo alongado e articulado. Cálice obcônico acoplado ao ovário. Corola campanulada, dividida até próxima à base, 5 pétalas imbricadas; 10 estames iguais muito mais curtos que a corola; anteras oblongas. Ovário ínfero, 4 óvulos por lóculo, placentação axial Fruto indeiscente, com parede espessa. Sementes elipsóides, achatadas, tegumento membranoso; endosperma carnoso.
- 2.7 Parastyrax

Árvores. Margem da lâmina foliar inteira ou denticulada. Inflorescências perto da base dos ramos, bractéolas decíduas. Pedicelo muito curto e articulado. Cálice em forma de taça acoplado ao ovário subtruncado. 5 pétalas na corola; 10 a 16 estames iguais ou 5 curtos e 5 longos. Ovário ínfero, 3 locular; numerosos óvulos. Frutos indeiscentes 1 ou 3 locular, ápice cônico; exocarpo carnoso; 4 a 8 sementes.
- 2.8 Pterostyrax

Árvores ou arbusto caducifólias. Folhas com margem serrilhada, Inflorescências pendentes, muitas flores, ramos unilaterais, bractéolas decíduas. Pedicelo curto, articulado. Flores com cálice campanulado; completamente acoplado ao ovário. Corola com 5 pétalas; 10 estames, 5 curtos e 5 longos; filamentos achatados, ovário ínfero 3 a 5 locular, 4 óvulos por lóculo, placentação axial. Estigma capitado ou trilobado. Frutificação com pedicelo curto, fruto tipo drupa, nervurado; exocarpo crocante, endocarpo lenhoso. 1 ou 2 sementes, carnudas; endosperma fino.
- 2.9 Rehderodendron

Árvore caducifólia. Margem da lâmina foliar serrilhada. Inflorescência axilar ou em nós de ramificação do ano anterior, racemosas ou paniculadas. Cálice obcônico, completamente acoplado ao ovário, 5 a 10 nervuras, sépalas. Corola campanulada, 5 pétalas imbricadas. 10 estames, 5 curtos e 5 longos; filamentos achatados. Ovário ínfero, 3 ou 4 locular, 4 óvulos por lóculo; placentação axilar. Fruto lenhoso, indeiscente de 5 a 10 nervuras, ápice com cálice persistente, base do estilete formando um rostro curto; exocarpo fino e duro; mesocarpo espesso, esponjoso; endocarpo com muitas lacunas radiadas. 1 a 3 sementes cilíndricas, embrião carnudo.
- 2.10 Sinojackia

Árvores ou arbusto. Folhas com margem serrilhada. Inflorescências terminais racemosas, geralmente pendentes, com poucas flores; bractéolas decíduas. Pedicelo articulado e delgado, longo. Cálice obcônico, 4 a 7 sépalas. Corola campanulada, 4 a 7 pétalas. 8 a 14 estames inseridos perto da base da corola; iguais ou desiguais em comprimento. Ovário ínfero, 3 a 4 lóculos; 6 a 8 óvulos por lóculo em 2 séries; placentação axilar. Fruto elipsóide, longo, indeiscente, exocarpo carnoso, espesso; mesocarpo esponjoso; endocarpo lenhoso. Sementes solitárias, com casca crocante, endosperma carnoso.
- 2.11 Styrax

Árvores ou arbustos, com tricomas estreladas ou escamosas. Lâminas foliares com margens inteiras ou grosseiramente dentadas ou serrilhadas. Inflorescências axilares ou falso-terminais, 2- 3 a 19 flores. Pedicelo não articulado. Cálice em forma de taça, 5 sépalas. Corola campanulada, 5 a 7 pétalas; 8 a 13 estames iguais ou desiguais em comprimento, filamentos achatados, livres. Ovário súpero, 3 lóculos quando jovem e se torna 1 locular. 1 ou 4 óvulos por lóculo, placentação parietal. Fruto tipo drupa, indeiscente ou deiscente, exocarpo carnoso. 1 a 2 sementes preenchendo completamente a cavidade do fruto, 3 a 6 sulcos longitudinais, tegumento quase ósseo, embrião reto.

## Filogenética
É certo que a família Styracaceae se originou no hemisfério Norte, especificamente na região euroasiática, uma vez que fósseis de sementes e frutos da era Cenozóica foram documentados desde a Europa até o Japão. O gênero Styrax, o único presente na América do Sul, chegou aqui através de dispersão.
Além disso, estudos recentes com a análise dos plastomas de todos os 12 gêneros de Styracaceae possibilitaram visualizar as relações filogenéticas dentro da família, sendo constatados alguns fatos: Styrax e Huodendron são tidos como clados irmãos de todos os outros gêneros, enquanto Halesia e Pterostyrax não são monofiléticos e apesar das sinapomorfias que separam as espécies serem claras, molecularmente H. carolina e P. hispidus formam um clado, de forma que H. diptera fique externa. Rehderodendron e Perkinsiodendron são tidos como clados irmãos, assim como Melliodendron e Changiostyrax.

Cladograma da família Styracaceae

## Distribuição

#### Distribuição Global
As Styracaceae são encontradas em regiões de clima temperado, subtropical e tropical. Essas plantas apresentam uma distribuição diversificada mas disjunta, sendo encontradas no Continente Americano (América do Norte e América do Sul), no Sul da Europa., no Sudeste Asiático, na região do Mediterrânio e no Arquipélago Malaio

#### Espécies Brasileiras
No Brasil são encontradas 24 espécies da Família Styracaceae, todas pertencentes ao gênero Styrax L.
Lista de Espécies:
- Styrax acuminatus Pohl
- Styrax aureus Mart.
- Styrax bicolor Ducke
- Styrax camporum Pohl
- Styrax chrysocalyx P.W.Fritsch
- Styrax ferrugineus Nees & Mart.
- Styrax glaber Sw.
- Styrax glabratus Schott
- Styrax griseus P.W.Fritsch
- Styrax guyanensis A.DC.
- Styrax lancifolius Klotzsch ex Seub.
- Styrax latifolius Pohl
- Styrax leprosus Hook. & Arn.
- Styrax longipedicellatus Steyerm.
- Styrax macrophyllus Schott ex Pohl
- Styrax maninul B.Walln.
- Styrax martii Seub.
- Styrax oblongus (Ruiz & Pav.) A.DC.
- Styrax pallidus A.DC.
- Styrax pauciflorus A.DC.
- Styrax pedicellatus (Perkins) B.Walln.
- Styrax pohlii A.DC.
- Styrax prancei P.W. Fritsch
- Styrax rotundatus (Perkins) P.W. Fritsch
- Styrax sieberi Perkins

#### Distribuição no Brasil
Em geral, as 24 espécies brasileiras podem ser encontradas em quase todos os Estados brasileiros, com exceção de 4 Estados nordestinos: Sergipe, Alagoas, Paraíba e Rio Grande do Norte. Dessas espécies, 3 são encontradas no Cerrado: Styrax camporum Pohl., S. ferrugineus Nees et Mart. e S. martii Seub. Já na Amazônia, é possível encontrar 12 dessas espécies: S. bicolor, S. glaber, S. glabratus, S. griseus, S. guyanensis, S. longipedicellatus, S. macrophyllus, S. oblongus, S. pallidus, S. pohlii, S. prancei e S. sieberi.

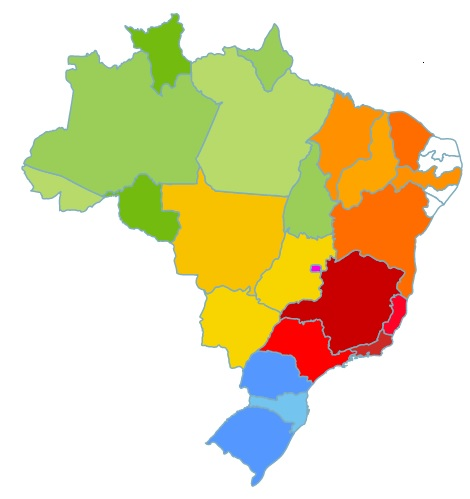
Dominância da família Styracaceae no Brasil

## Importância Econômica
Muitas das espécies de Styracaceae são populares como árvores ornamentais devido às suas flores brancas decorativas. A resina de benjoim, extraída da casca das espécies Styrax, e o storax são muito utilizados na produção de ervas e perfumes, além de apresentarem propriedades medicinais.